# Free Hat
Free Hat is aflevering 88 (#609) van de animatieserie South Park. In Amerika werd de aflevering voor het eerst uitgezonden op 10 juli 2002.

## Plot
De vier hoofdpersonages (met Tweek in plaats van Kenny) gaan naar de film, maar daar blijkt dat de regisseurs alle films hebben aangepast om ze meer politiek correct te maken. Zo worden pistolen vervangen door walkietalkies en wordt in plaats van "terrorist" het woord "hippie" gebruikt.
De jongens besluiten campagne te gaan voeren tegen de aanpassingen van de originele films. Als Cartman "Free Hat" op een bord schrijft, komen er opvallend veel mensen mee demonstreren. Het blijkt echter dat zij helemaal geen campagne willen voeren, maar dat ze de fictionele seriemoordenaar Hat McCullough vrij willen krijgen. Deze man zit in de gevangenis voor de moord op 23 baby's en kleuters.
De vier kinderen ontmoeten Steven Spielberg en George Lucas die verantwoordelijk blijken voor alle aanpassingen. Spielberg zegt zo "de geschiedenis te willen verbeteren". Als de jongens zeggen dat het aanpassen van E.T. hetzelfde is als het aanpassen van Raiders of the Lost Ark, vatten de makers dat verkeerd op en besluiten ze die film ook te herschrijven.
Ze willen het originele script stelen door in te breken bij Lucas, maar worden door hem betrapt. Ze proberen hem naar hun kant over te halen, maar net als hij gaat twijfelen, komt Spielberg. Hij haalt Lucas weer over en laat de kinderen gevangennemen, behalve Tweek.
Tweek houdt Spielberg onder schot, maar faalt. De kinderen worden gevangengenomen en moeten de première, vastgebonden aan elkaar, zien. Plotseling komen er allemaal lichtflitsen uit het scherm en alle toeschouwers "smelten", ook Steven Spielberg en George Lucas. De kinderen niet, want zij hebben, op advies van Stan, hun ogen dicht gehouden.
Dan komt er een grote viering ter ere van de vier kinderen. Zij zijn helden, want... dankzij hen is Hat eindelijk vrij. Hoewel de hoofdpersonages teleurgesteld zijn dat ze niet worden geprezen omdat ze een heleboel films hebben gered, zijn ze tevreden dat het script voorgoed is "verdwenen".